# Rádio Haló Futura
Rádio Haló Futura bylo české internetové rádio, které fungovalo v období mezi lety 2005 až 2012. Jednalo se o stranické rádio Komunistické strany Čech a Moravy, provozované společností Futura, a. s. Vysílalo pouze online, obsahem byly stranické poitické příspěvky od redaktorů z KSČM. Probíhal zde například krátký pořad Tři minuty pravdy. Rádio bylo prvním stranickým rádiem v republice. Nikdy nevysílalo 24/7.